# قشلة كتاف
قشلة كتاف وهي إحدى الحصون التاريخية التي تقع في مديرية كتاف في محافظة صعدة وهي من الحصون التي شيدها الإمام يحيى بن حميد الدين وكانت تستخدم مركزاً للحكم وسجناً للمناهضين للحكم الإمامي ومقراً لحجز الرهائن ويحيط بمبنى القشلة عدد من التحصينات العديدة والقلاع وكذلك مرافق خدمية، قوام بنائها الطين المخلوط بالتبن ولكن هندسة البناء والتقسيمات الفنية لها طابع فني جميل، ويحيط بالموقع وديان سياحية رائعة وطبيعة اجتماعية بدوية على سجاياها الفطرية.